# Robbie Deans
Robert Maxwell Deans, detto Robbie (Cheviot, 4 settembre 1959), è un ex rugbista a 15 e allenatore di rugby a 15 neozelandese, dal 2008 al 2013 commissario tecnico della Nazionale australiana e, dal 2014, allenatore dei giapponesi Panasonic Wild Knights.

## Biografia
Robbie Deans proviene da una famiglia di agricoltori, immigrati scozzesi del XIX secolo tra i primi a stabilirsi nella regione di Canterbury; un suo prozio, Bob Deans, divenne famoso per essersi visto annullare, a Cardiff nel 1905, una meta contro il Galles durante un tour degli All Blacks, e suo fratello Bruce fu internazionale per la Nuova Zelanda a fine anni ottanta; inoltre è cognato dello scomparso Jock Hobbs, già All Black e in seguito presidente della New Zealand Rugby Union.
Studiò alla scuola anglicana Christ's College di Christchurch e nel 1979 fece la prima apparizione per Canterbury nel campionato provinciale; fino al 1990 disputò 147 incontri con tale selezione, registrando il record tuttora imbattuto di 1 641 punti e vincendo il titolo nel 1983.
Sempre nel 1983 Deans fu convocato per il tour in Europa degli All Blacks e disputò il suo primo test match a Edimburgo, un pareggio 25-25 contro la Scozia; terminato il tour Deans fu contattato dal Grenoble, in Francia, dove trascorse cinque mesi durante il 1983-84, stagione in cui la squadra giunse fino ai quarti di finale per il titolo.
Smessa l'attività agonistica, Deans intraprese la carriera tecnica; da allenatore della provincia di Canterbury vinse il campionato provinciale nel 1990, poi divenne tecnico della franchise professionistica di Super Rugby dei Crusaders, vincendo il titolo alla sua prima stagione e, in seguito, disputando altre cinque finali nelle successive sette stagioni, vincendone tre; mentre era alla guida dei Crusaders, tra il 2001 e il 2003 fu anche l'assistente del C.T. degli All Blacks John Mitchell.
Dopo la Coppa del Mondo di rugby 2007 Deans si propose per la posizione, lasciata libera, di allenatore degli All Blacks, ma l'incarico fu affidato a Graham Henry; a dicembre la Federazione australiana gli offrì analogo incarico per la propria Nazionale, e accettando Deans divenne il primo straniero ad allenare gli Wallabies.
Con la Nazionale australiana Robbie Deans si aggiudicò il Tri Nations 2011, il primo dopo dieci anni, e il terzo posto alla Coppa del Mondo di rugby 2011 (miglior risultato in tale torneo dal 2003); il fatto di essere un neozelandese ha spesso alimentato polemiche da parte dei sostenitori di una guida autoctona degli Wallabies.
In Australia già fin dal suo arrivo gli fu dato il soprannome di Dingo (il cane australiano), non sempre in senso amichevole, mentre i neozelandesi, in maniera più neutra, lo ribattezzarono Aussie Deans (Deans l'australiano).
Il 7 luglio 2013, dopo la sconfitta nella serie contro i British Lions in tour in Australia, maturata nell'ultimo incontro con uno schiacciante 41-16 della squadra interbritannica, Deans rassegnò le sue dimissioni da allenatore degli Wallabies con effetto immediato; a succedergli fu l'australiano Ewen McKenzie.
A maggio 2014 assunse la conduzione dei Panasonic Wild Knights, formazione giapponese che milita in Top League.

## Palmarès

### Giocatore
- National Provincial Championship: 1
Canterbury: 1983

### Allenatore
- Super Rugby: 3
Crusaders: 2000, 2005, 2006, 2008
- National Provincial Championship: 1
Canterbury: 1997
- Top League: 4
Panasonic Wild Knights: 2014-15, 2015-16, 2021, 2022